# Jan Lindhardt
Jan Holger Lindhardt (* 24. April 1938 in Kopenhagen; † 11. November 2014) war ein dänischer Theologe und evangelisch-lutherischer Bischof. Er war der Sohn des Theologieprofessors Poul Georg Lindhardt und dessen Frau Gerda Winding und der Onkel des Schauspielers Thure Lindhardt.

## Leben
1962 schloss er das Studium der Theologie an der Universität Kopenhagen ab. Er verfasste zahlreiche theologische Bücher und war ab 1970 als Dozent für Theologie in Aarhus tätig. Dort wurde er 1981 zum evangelisch-lutherischen Pfarrer ordiniert. Zwei Jahre später wurde er zum Dr. theol. promoviert. 1997 wurde er zum Bischof von Roskilde gewählt. Nach Erreichen der Altersgrenze von 70 Jahren wurde er am 1. Mai 2008 emeritiert und Peter Fischer-Møller zu seinem Nachfolger ernannt.
Jan Holger Lindhardts Ehefrau Tine Lindhardt wurde 2012 zur Bischöfin von Fünen gewählt.
Am 1. Januar 2004 wurde er von der dänischen Königin zum Kommandeur des Dannebrog-Ordens ernannt.